# Joseph Wenzel Zich
Joseph Wenzel Zich (* um 1754; † 21. November 1824 in Joachimstal) war ein österreichischer Erfinder und Glashersteller.

## Leben
Zich pachtete 1788 von  den Grafen von Fürstenberg die Glashütte Joachimstal sowie die Glashütte in Schwarzau im Ort Moorbad Harbach und etablierte die fortan Zich’sche Hütte genannte Manufaktur zu einem führenden Glashersteller.
1821 gewann ein Glasermeister Joseph Zich (ob Vater oder Sohn ist unklar) einen vom Kaiser mit 2000 fl ausgelobten Wettbewerb, mit Glaubersalz statt mit Pottasche ein durchsichtiges Glas herzustellen. Das Verfahren blieb aber geheim.
Über das Gebiet der Monarchie bekannt wurde der Glasereibetrieb Zich unter anderem wegen seiner hervorragenden schwarzen Gläser, die massiv, gut bearbeitbar, dennoch glänzend bzw. lichtbrechend und auch hitzebeständig waren. Welchen Anteil daran Joseph Wenzel Zich und welchen Anteil sein Sohn hatte, bleibt unklar. 1823 erhielt ein Joseph Zich (ob Vater oder Sohn ist unklar) ein Patent auf das Herstellungsverfahren des von ihm entwickelten Glases. Besonders aufwendige, für das österreichische Kaiserhaus hergestellte Glasprodukte wie z. B. der sog. Kaiser-Franz-Becher, ein Geschenk vermutlich von Joseph Wenzel Zich an Kaiser Franz I., befinden sich heute im Technischen Museum in Wien. Teilweise sind diese Gläser mit J.W.Zich signiert.
Der Schauspieler und Reiseschriftsteller Johann Anton Friedrich Reil beschreibt in seinem Buch Der Wanderer Im Waldviertel, dem ersten „Touristenführer“, eine Zusammenkunft mit den beiden Zichs und seine Beobachtungen in ihren Glashütten.
Nach  Zichs Tod 1824 und dem plötzlichen Tod seines Sohnes Joseph Zich im Jahr 1834 übernahm 1835 Carl Stölzle beide Glashütten samt Belegschaft. Als studierter Chemiker hatte Carl Stölzle aber keine praktische Erfahrung in der Herstellung von Glas und führe die von Zich etablierten Verfahren fort, sodass die entstandenen Produkte heute nicht mehr Zich oder Stölzle zugeordnet werden können. Stölzle musste die beiden Glashütten 1852 aus Holzmangel einstellen und errichtete Glashütten an anderen Orten. Die Zich’sche Hütte ist Vorläufer von Stölzle-Oberglas.